# Rubén Dundo
Rubén Alberto Dundo (San Isidro, Buenos Aires, Argentina, 16 de diciembre de 1967) es un exfutbolista profesional argentino nacionalizado chileno, se desempeñó en el terreno de juego primero como defensor lateral derecho y luego como delantero y militó en diversos clubes de Argentina y Chile, país donde hizo la mayor parte de su carrera profesional.

## Trayectoria
Comenzó su carrera en el fútbol argentino, realizando divisiones inferiores en River Plate jugando como lateral derecho, pero sin debutar en los millonarios, emigró a Nueva Chicago y Chaco For Ever. Sin espacio en Chaco, compró su pase, y tras 3 meses inactivo, llegó a Chile gracias a una gestión de su excompañero Guiilermo «Cacho» Martínez, viniendo a prueba a Magallanes de la Primera B, siendo contratado por el equipo carabelero.  En la prueba, el entrenador Orlando Aravena lo cambió de posición, haciéndolo jugar como volante con llegada.
Así, comenzó su carrera en el fútbol chileno, donde realizó prácticamente toda su carrera, salvó un paso por el Cortuluá colombiano en 1995. Defendió los colores de Rangers (1993), Deportes Melipilla (1993), Unión Santa Cruz (1994), Huachipato (1994-1995), Fernández Vial (1996-1997 y 2000), Deportes Iquique (1997 y 2001), Cobresal, (1998-1999), Provincial Osorno (2000), Audax Italiano (2001) y Lota Schwager (2002), donde puso fin a su carrera como futbolista profesional.

## Clubes
| Club               | País      | Año       |
| ------------------ | --------- | --------- |
| Nueva Chicago      | Argentina | 1986-1988 |
| Nueva Chicago      | Argentina | 1989-1990 |
| Chaco For Ever     | Argentina | 1990-1991 |
| Magallanes         | Chile     | 1992      |
| Rangers            | Chile     | 1993      |
| Deportes Melipilla | Chile     | 1993      |
| Unión Santa Cruz   | Chile     | 1994      |
| Huachipato         | Chile     | 1994-1995 |
| Cortuluá           | Colombia  | 1995      |
| Fernández Vial     | Chile     | 1996-1997 |
| Deportes Iquique   | Chile     | 1997      |
| Cobresal           | Chile     | 1998-1999 |
| Provincial Osorno  | Chile     | 2000      |
| Fernández Vial     | Chile     | 2000      |
| Deportes Iquique   | Chile     | 2001      |
| Audax Italiano     | Chile     | 2001      |
| Lota Schwager      | Chile     | 2002      |

## Palmarés

### Campeonatos nacionales
| Título    | Club             | País  | Año           |
| --------- | ---------------- | ----- | ------------- |
| Primera B | Rangers          | Chile | 1993          |
| Primera B | Deportes Iquique | Chile | Clausura 1997 |
| Primera B | Cobresal         | Chile | 1998          |

### Distinciones individuales
| Distinción                                          | Año  |
| --------------------------------------------------- | ---- |
| Máximo Goleador de la Primera B de Chile (19 goles) | 1998 |